# フェリックス・ベイモ
フェリックス・ベイモ（スウェーデン語: Felix Beijmo, 1998年1月31日 - ）は、スウェーデン・ストックホルム出身のサッカー選手。マルメFF所属。ポジションはディフェンダー(右サイドバック)。

## クラブ経歴

### ユース時代
7歳のときに地元クラブのエングビーIFからIFブロンマポイキャナへ移る。2013-14にTV4で放送された「Fotbollsfabriken(サッカー工場)」という全8部のドキュメンタリーテレビシリーズにブロンマポイキャナU-15チームのひとりとして取り上げられたことがある。

### IFブロンマポイキャナ
2015年4月3日、17歳と62日でスーペレッタンデビューし、エステシュンドに0-1で敗れた。
2015年12月、クラブとの契約を3年間延長した。

### ユールゴーデンスIF
2017年3月30日、アルスヴェンスカンのユールゴーデンスIFと4年契約を結んだ。マルメとの激しい争奪があったが、彼はユールゴーデンを選んだ。2018年5月10日、ユールゴーデンがマルメを3-0で下したスヴェンスカ・クッペン決勝に出場し、自身初のタイトルを獲得した。

### ヴェルダー・ブレーメン
2018年6月に、2018-19シーズンに向けてブンデスリーガのヴェルダー・ブレーメンとの長期契約に同意した。報じられた約300万ユーロの移籍金は、アルスヴェンスカンから移籍したスウェーデン人ディフェンダーの中で最も高額となった。

### 母国に復帰
2020年8月12日、完全移籍でマルメFFに再加入したことが発表された。

## 代表経歴
U-17とU-19のスウェーデン代表を経験している。

## タイトル

### クラブ
ユールゴーデンIF
- スヴェンスカ・クッペン : 1回 (2017-18)